# Ciclismo ai Giochi della XXXII Olimpiade - Inseguimento a squadre femminile
Le gare di inseguimento a squadre femminile dei Giochi della XXXII Olimpiade si sono svolte il 2 e 3 agosto al velodromo di Izu. 
La competizione ha visto la partecipazione di 8 squadre composte da 4 atlete ciascuna.

## Programma
Tutti gli orari sono UTC+9
| Data          | Ora (UTC+9) | Turno          |
| ------------- | ----------- | -------------- |
| 2 agosto 2021 | 15:54       | Qualificazioni |
| 3 agosto 2021 | 15:30       | Semifinali     |
| 3 agosto 2021 | 17:05       | Finale         |

## Record
Prima della competizione il record del mondo e il record olimpico erano i seguenti:
| Record mondiale · Record olimpico | 4:10.236 | Gran Bretagna | 13 agosto 2016 Rio de Janeiro, Brasile |

## Regolamento
Nell'inseguimento a squadre, due team si sfidano su 16 giri (4 km) partendo da due punti diametralmente opposti sui due rettilinei della pista. Vince chi per primo raggiunge l'avversario o chi copre la distanza nel minor tempo. Il tempo si prende sulla terza ciclista all'arrivo.
La competizione si svolge in tre turni:
- Qualificazioni: Nelle qualificazioni le squadre scendono in pista a due a due per stabilire, analogamente ad una comune gara a cronometro, il loro tempo di qualifica.
- Semifinale: Gli autori dei quattro migliori tempi in assoluto affrontano le prove ad eliminazione diretta: vengono cioè accoppiati per le semifinali; le vincitrici si sfideranno per la medaglia d'oro.
- Finale:  4 turni di 2 squadre. Ci saranno la finale per 1º-2º posto, la finale per il 3º-4º posto; quella per il 5º-6º posto e quella per il 7º-8º posto.

## Risultati

### Qualificazioni
| Pos. | Paese         | Cicliste                                                                  | Tempo    | Note            |
| ---- | ------------- | ------------------------------------------------------------------------- | -------- | --------------- |
| 1    | Germania      | Franziska Brauße Lisa Brennauer Lisa Klein Mieke Kröger                   | 4:07.307 | Record mondiale |
| 2    | Gran Bretagna | Katie Archibald Elinor Barker Laura Kenny Josie Knight                    | 4:09.022 |                 |
| 3    | Stati Uniti   | Chloé Dygert Jennifer Valente Emma White Lily Williams                    | 4:10.118 |                 |
| 4    | Italia        | Elisa Balsamo Rachele Barbieri Letizia Paternoster Vittoria Guazzini      | 4:11.666 |                 |
| 5    | Francia       | Victoire Berteau Marion Borras Valentine Fortin Marie Le Net              | 4:12.502 |                 |
| 6    | Nuova Zelanda | Bryony Botha Holly Edmondston Kirstie James Jaime Nielsen                 | 4:12.536 |                 |
| 7    | Australia     | Ashlee Ankudinoff Georgia Baker Annette Edmondson Alexandra Manly         | 4:13.571 |                 |
| 8    | Canada        | Allison Beveridge Jasmin Duehring Annie Foreman-Mackey Georgia Simmerling | 4:15.832 |                 |

### Semifinali
| Pos. | Manche | Paese         | Ciclisti                                                                  | Tempo    | Note |
| ---- | ------ | ------------- | ------------------------------------------------------------------------- | -------- | ---- |
| 1    | 4      | Germania      | Franziska Brauße Lisa Brennauer Lisa Klein Mieke Kröger                   | 4:06.159 | Q1   |
| 2    | 3      | Gran Bretagna | Katie Archibald Laura Kenny Neah Evans Josie Knight                       | 4:06.748 | Q1   |
| 3    | 3      | Stati Uniti   | Chloé Dygert Megan Jastrab Jennifer Valente Emma White                    | 4:07.562 | Q3   |
| 4    | 2      | Canada        | Allison Beveridge Ariane Bonhomme Annie Foreman-Mackey Georgia Simmerling | 4:09.249 | Q3   |
| 5    | 1      | Australia     | Ashlee Ankudinoff Georgia Baker Annette Edmondson Maeve Plouffe           | 4:09.992 | Q5   |
| 6    | 4      | Italia        | Elisa Balsamo Rachele Barbieri Vittoria Guazzini Letizia Paternoster      | 4:10.063 | Q5   |
| 7    | 1      | Nuova Zelanda | Bryony Botha Rushlee Buchanan Holly Edmondston Jaime Nielsen              | 4:10.223 | Q7   |
| 8    | 2      | Francia       | Marion Borras Coralie Demay Valentine Fortin Marie Le Net                 | 4:11.888 | Q7   |

- Q1 = qualificata per la finale 1º posto
- Q3 = qualificata per la finale 3º posto
- Q5 = qualificata per la finale 5º posto
- Q7 = qualificata per la finale 7º posto

## Finali
Gara per l'oro
| Pos. | Paese         | Ciclisti                                                | Tempo    | Note            |
| ---- | ------------- | ------------------------------------------------------- | -------- | --------------- |
|      | Germania      | Franziska Brauße Lisa Brennauer Lisa Klein Mieke Kröger | 4:04.242 | Record mondiale |
|      | Gran Bretagna | Katie Archibald Laura Kenny Neah Evans Josie Knight     | 4:10.607 |                 |

Gara per il bronzo
| Pos. | Paese       | Ciclisti                                                                  | Tempo    | Note |
| ---- | ----------- | ------------------------------------------------------------------------- | -------- | ---- |
|      | Stati Uniti | Chloé Dygert Megan Jastrab Jennifer Valente Emma White                    | 4:08.040 |      |
| 4    | Canada      | Allison Beveridge Ariane Bonhomme Annie Foreman-Mackey Georgia Simmerling | 4:10.552 |      |

### Finale 5º-6º posto
| Pos. | Paese     | Ciclisti                                                           | Tempo    | Note |
| ---- | --------- | ------------------------------------------------------------------ | -------- | ---- |
| 5    | Australia | Ashlee Ankudinoff Georgia Baker Annette Edmondson Maeve Plouffe    | 4:11.041 |      |
| 6    | Italia    | Martina Alzini Elisa Balsamo Vittoria Guazzini Letizia Paternoster | 4:11.108 |      |

### Finale 7º-8º posto
| Pos. | Paese         | Ciclisti                                                     | Tempo    | Note |
| ---- | ------------- | ------------------------------------------------------------ | -------- | ---- |
| 7    | Francia       | Victoire Berteau Marion Borras Valentine Fortin Marie Le Net | 4:10.388 |      |
| 8    | Nuova Zelanda | Bryony Botha Holly Edmondston Kirstie James Jaime Nielsen    | 4:10.600 |      |